# Сан-Жоржи (аэропорт)
Аэропорт Сан-Жоржи (с порт. São Jorge Airport) является единственным аэропортом, расположенным на острове Сан-Жоржи, расположенный в округе Санту-Амару. Ежедневно здесь приземляются рейсы авиакомпании SATA Air Açores. Она осуществляет регулярные полёты внутри архипелага: на остров Терсейра, где находится аэропорт Лажеш, и на остров Сан-Мигел, где расположен аэропорт Жуана Павла II. В планах — расширение взлетно-посадочной полосы до 1500 метров в длину.
Источник об информации аэропорта: Карты Google, АИП Португалии, SkyVector.

## Авиакомпании и рейсы
Аэропорт принимает рейсы различных авиакомпаний, включая:
- SATA Air — выполняет рейсы, связывая Понта-Делгаду и аэропорт Лажеша.